# Lopušnik

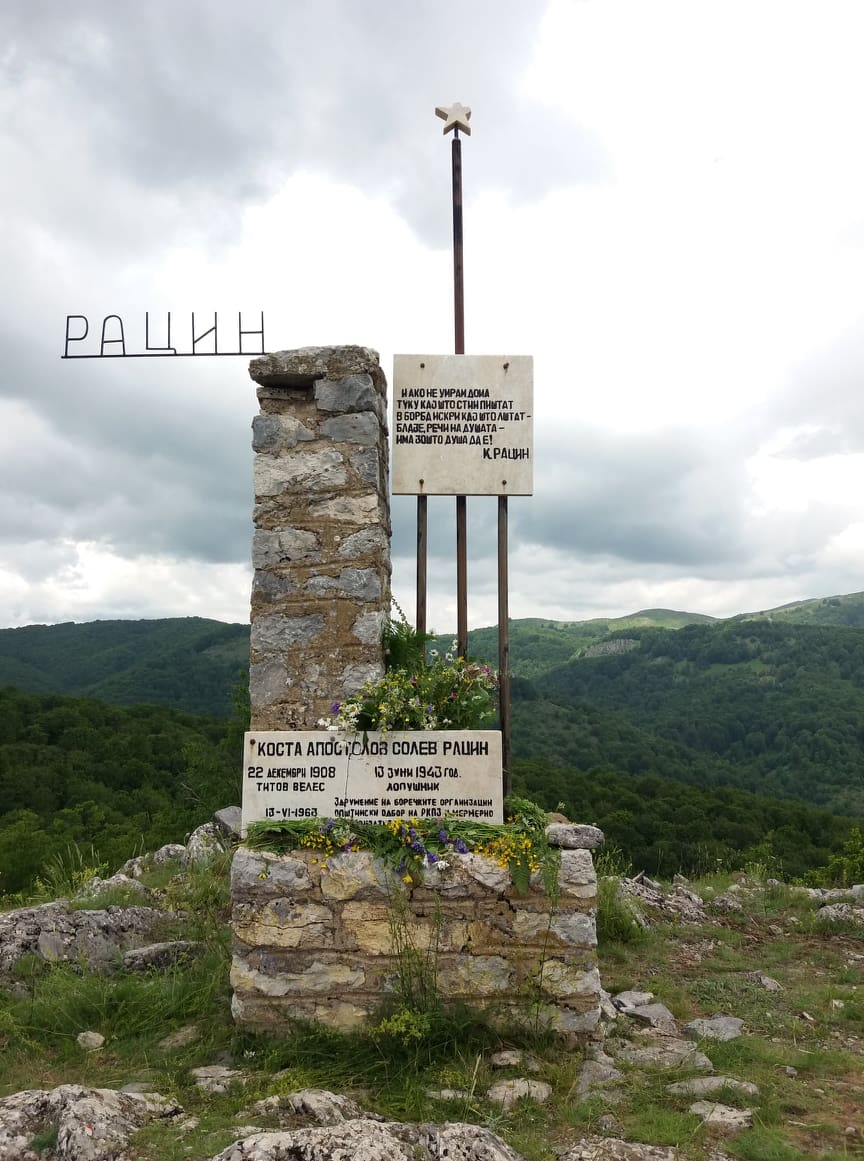
Monument à Kocho Racin au sommet du Stog sur la montagne Lopushnik

Lopušnik (en serbe cyrillique : Лопушник) est un village de Serbie situé dans la municipalité de Petrovac na Mlavi, district de Braničevo. Au recensement de 2011, il comptait 389 habitants.

## Démographie

### Évolution historique de la population
| 1948 | 1953 | 1961 | 1971 | 1981 | 1991 | 2002 | 2011 |
| ---- | ---- | ---- | ---- | ---- | ---- | ---- | ---- |
| 743  | 759  | 775  | 752  | 725  | 650  | 463  | 389  |

|  |